# Francis M. Cockrell
Francis M. Cockrell (Kansas City, 1834. október 1. – Washington, 1915. december 13.) az Amerikai Egyesült Államok szenátora (Missouri, 1875–1905).